# Aravenator kamijoi
Aravenator kamijoi là một loài tò vò trong họ Ichneumonidae.